# Pomnik ku czci saperów w Opocznie
Pomnik ku czci saperów w Opocznie – pomnik wzniesiony ku pamięci saperów kpt. Mariana Żesławskiego i kpr. Zbigniewa Kaszuta, którzy zginęli podczas rozminowywania hitlerowskiego magazynu amunicji z czasów II wojny światowej.
Pomnik ma formę granitowej bryły umieszczonej na dwustopniowym betonowym podwyższeniu. Pomnik upamiętnia dwóch saperów – kpt. Mariana Żesławskiego i kpr. Zbigniewa Kaszuta z 8 Łódzkiego Pułku Wojsk Obrony Wewnętrznej, którzy 23 czerwca 1972 r. zginęli w „lesie łąckim” koło Opoczna podczas akcji rozminowywania hitlerowskiego przyfrontowego magazynu amunicji z czasów II wojny światowej. Kapitan Marian Żesławski został pośmiertnie awansowany do stopnia majora. Imieniem majora Żesławskiego nazwano również jedną z opoczyńskich ulic.
Pomysłodawcą i fundatorem pomnika jest Andrzej Mirecki.